# Anàlisi harmònica sobre un grup abelià finit
En matemàtiques, l'anàlisi harmònica sobre un grup abelià finit és un cas particular d'anàlisi harmònica corresponent al cas que el grup és abelià i finit.
L'anàlisi harmònica permet definir la noció de transformada de Fourier o el producte de convolució. És el marc de nombrosos teoremes com al de Plancherel, la igualtat de Parseval o la dualitat de Pontryagin.
El cas on el grup és abelià i finit és el més senzill de la teoria, la transformada de Fourier es limita a una suma finita i el grup dual és isomorf al grup d'origen.
L'anàlisi harmònica sobre un grup abelià finit té nombroses aplicacions, particularment en aritmètica modular i en teoria de la informació.

## Context

### Àlgebra de grups
L'anàlisi harmònica constitueix una eina d'estudi de l'espai de les aplicacions CG d'un conjunt, aquí un grup abelià finit G (notat a tot l'article de manera additiva), en el cos dels nombres complexos C. Aquest espai disposa de diverses estructures. Per començar, com que C és un cos, CG és un espai vectorial complex de dimensió g on g designa l'ordre del grup G. De forma natural té un producte hermític {\displaystyle \langle \cdot |\cdot \rangle } definit per:
Aquí, i en la resta de l'article quan z designa un nombre complex, z* designa el seu conjugat. Aquest producte hermític anomenat canònic, confereix a CG una estructura d'espai de Hilbert, notat L²(G).
En tot l'article (es) on s recorre G, designa la base canònica de CG, és a dir que es designa la funció que a l'element t de G li associa 0 excepte si t és igual a s i en aquest cas es(s) = 1.
L'espai vectorial engendrat per la família (es) té la multiplicació interna següent, perllongant la del grup G:
Aquesta multiplicació confereix a L²(G) una estructura d'àlgebra semisimple, en general notada C[G].
La teoria de l'anàlisi harmònica sobre un grup abelià finit utilitza indiferentment les notacions L²(G) o C[G] per designar l'estructura de base de la teoria. En aquest article les notacions utilitzades són les de C[G]. Així, si a és un element de l'àlgebra, s'utilitza aquí la notació as per designar la coordenada de a a la base canònica, aquesta notació correspon a la igualtat as = a(s) si a es considera com un element de L²(G).

### Grup dual
El grup dual de G, notat aquí {\displaystyle \scriptstyle {\widehat {G}}} està constituït pel conjunt de s caràcters de G. Forma un grup isomorf a G. Està constituït d'aplicacions de G en C, car està inclòs en L²(G) identificat aquí a C[G]. Forma de fet una base orthonormal de l'àlgebra.
L'àlgebra del grup dual és canònicament isomorfa al conjunt de les aplicacions del grup dual a C. Aquestes aplicacions es perllonguen per linearitat en una aplicació que a una combinació lineal de caràcters li associa un complex, és a dir en un element del dual de l'àlgebra C[G]. El dual de C[G] és doncs canònicament isomorf a l'àlgebra del grup dual de G.

## Teoria de l'anàlisi harmònica

### Transformada de Fourier
La igualtat de Parseval en el cas d'un espai de dimensió finita mostra que tot element a de C[G] verifica la igualtat següent:
Aquí (as) designa les coordenades de a a la base canònica i (aχ) les coordenades de a a la base dels caràcters.
- La transformada de Fourier d'un element a de C[G] correspon a la funció generalment notada {\displaystyle \scriptstyle {\widehat {a}}} del grup dual de G en C, és a dir una funció que a un caràcter del grup li associa un complex, definida per:

- La transformada de Fourier és una aplicació lineal de l'àlgebra de G en el seu dual.

### Igualtat de Parseval
El producte hermític genera una isometria canònica entre l'àlgebra de G i el seu dual. Per tant, és possible identificar-los, en aquest context, es verifica la següent propietat: 
- La transformada de Fourier sobre el grup G és una isometria lineal de l'àlgebra del grup G en l'àlgebra del seu dual el que es tradueix en la igualtat següent, anomenada de Parseval:

### Fórmula de Plancherel
- Es verifica la fórmula següent, anomenada d'inversió de Plancherel.

En efecte, els productes hermítics de cadascun dels dos membres de la igualtat per un mateix caràcter són iguals :

### Producte de convolució
En aquest context el producte de convolució es defineix de manera simple:
- Siguin a i b dos elements de l'àlgebra del grup G que tenen per coordenades (as) i (bs), el producte de convolució de a per b, notat a * b, és l'element de l'àlgebra que té les coordenades (cs) definides per:

Es té la següent proposició:
- Siguin a et b dos elements de l'àlgebra del grup G, la transformada de Fourier de a * b és el producte de les transformades de Fourier de a i de b..

En efecte, si χ és un caràcter del grup:
Si es nota u el valor s - t, s'obté:
Se'n dedueixen les propietats usuals del producte de convolució:
- El producte de convolució és una operació interna de l'àlgebra del grup commutativa, associativa, i distributiva respecte a l'addició

Aquestes propietats es poden expressar de la manera següent:
- L'estructura (C[G], +, *) és una àlgebra semisimple isomorfa a l'àlgebra del dual de G i, per tant, a C[G].

En efecte, n'hi ha prou amb fixar-se que G i el seu dual són isomorfs.

### Dualitat de Pontryagin
- Sigui H un subgrup de G, s'anomena grup ortogonal de H, sovint notat {\displaystyle \scriptstyle H^{\perp }}, el subgrup del grup dual de G definit de la següent manera:

La dualitat de Pontryagin s'expressa a través de les tres propietats següents:
- G i el seu bidual són canònicament isomorfs.
- el dual del quocient G/H és isomorf a l'ortogonal de H.
- El dual de H és isomorf al quocient del dual de G per l'ortogonal de H.

### Fórmula del sumatori de Poisson
En aquest paràgraf H designa un subgrup de G, h el seu ordre i k l'ordre del grup ortogonal de H. Per tant, es verifica la igualtat h.k = g. Es nota a un element de l'àlgebra de G i as les seves coordenades en la base canònica.
- Es verifica la següent igualtat anomenada fórmula de Poisson:

## Aplicacions

### Aritmètica modular
Històricament les primeres aplicacions dels caràcters tenen per objectiu l'aritmètica. El símbol de Legendre és un exemple de caràcter sobre el grup multiplicatiu del cos finit Z/pZ où Z on Z designa l'anell dels nombres enters i p un nombre primer senar.
Es fa servir per al càlcul dels sumatoris de Gauss o dels períodes de Gauss. Aquest caràcter és a la base d'una demostració de la llei de reciprocitat quadràtica.

#### Símbol de Legendre
En aquest paràgraf p designa un nombre primer senar (és a dir diferent de dos). G és aquí el grup Z/pZ. El símbol de Legendre designa la funció, que en un enter a, li associa 0 si a és un múltiple de p, 1 si la classe de a és un quadrat diferent de 0 en Z/pZ i -1 si no.
- La imatge de la funció símbol de Legendre sobre el grup multiplicatiu de Z/pZ correspon al caràcter amb valor en el conjunt {-1, 1}.

En efecte, el símbol de Legendre està definit sobre Z. Aquesta funció és constant sobre les classes d'enters mòdul p, per tant està definida sobre el grup multiplicatiu de Z/pZ. Sobre aquest grup, el símbol de Legendre pren els seus valors en el conjunt {-1, 1} i és un morfisme de grup, ja que el símbol de Legendre és un caràcter de Dirichlet.
Les demostracions són a l'article associat.

#### Sumatori de Gauss
En la resta de l'article, Fp designa el cos finit de cardinal p on p és un nombre primer senar.
- Sigui ψ un caràcter del grup additiu (Fp, +) i χ un caràcter del grup multiplicatiu (Fp*, .), llavors el sumatori de Gauss associat a χ i ψ és el nombre complex, aquí notat G(χ, ψ) i definit per:

En termes de transformada de Fourier, es pot considerar l'aplicació que a χ li associa G(χ, ψ*) com la transformada de Fourier del prolongament de χ a Fp per la igualtat χ(0) = 0 al grup additiu del cos i l'aplicació que a ψ li associa G(χ*, ψ) com la transformada de Fourier de la restricció de ψ a Fp* en el grup multiplicatiu del cos.
Els sumatoris de Gauss es fan servir abastament en aritmètica, per exemple per al càlcul dels períodes de Gauss, permeten per exemple, determinar la suma dels valors del grup dels residus quadràtics de les arrels pèssimes de la unitat i més generalment permeten determinar les arrels del polinomi ciclotòmic d'índex p.

#### Llei de reciprocitat quadràtica
Els sumatoris de Gauss tenen una aplicació històrica important, la llei de reciprocitat quadràtica, s'expressa de la manera següent: 
- Siguin p i q dos nombres primeres senars diferents, es verifica la igualtat següent:

Aquest teorema es demostra a l'article Sumatori de Gauss.

#### Caràcter de Dirichlet
Per demostrar el teorema de la progressió aritmètica, que afirma que tota classe invertible de l'anell Z/nZ conté una infinitat de nombres primers, Dirichlet generalitza els treballs de Gauss i estudia sistemàticament el grup dels caràcters del grup de les unitats d'un quocient de Z.
La utilització de la transformada de Fourier és una etapa clau de la demostració. Els caràcters de Dirichlet tenen un paper important en la teoria analítica dels nombres particularment per analitzar les arrels de la funció ζ de Rieman.

### Espai vectorial finit
Un cas particular és el dels espais vectorials sobre un cos finit. Les propietats dels cossos finits permeten establir els resultats de la teoria sota una forma lleugerament diferent. Aquest cas es fa servir per exemple en teoria de la informació a través de l'estudi de les funcions booleanes, que corresponen al cas en què el cos conté dos elements. La teoria es fa servir per resoldre qüestions de criptografia sobretot per a les caixes-S, així com per als xifratges per flux. L'anàlisi harmònica sobre un espai vectorial finit intervé també en el context de la teoria dels codis i particularment per als codis lineals, per exemple per establir la identitat de MacWilliams.